# Bourgeonnement extra-tentaculaire
Le bourgeonnement extra-tentaculaire est un type de reproduction des coraux dur défini par le fait que le polype fille grandit à l'extérieur du calice du polype parent se multipliant (généralement en bordure de son calice).